# Blas Chumacero
Blas Chumacero Sánchez (Puebla, 18 januari 1905 - Mexico-Stad, 12 juli 1997) was een Mexicaans politicus en vakbondsleider.
Chumacero was een van de oprichtende leden van de Nationaal Revolutionaire Partij (PNR), de latere Institutioneel Revolutionaire Partij (PRI), in 1929 en de Confederatie van Mexicaanse Arbeiders (CTM) in 1936. Drie jaar later richtte hij de afdeling van de CTM voor Puebla op, die hij 45 jaar lang leidde. Wegens de sterke banden tussen de CTM en de feitelijk als eenpartijstaat regerende PRI werd Chumacero vele malen in wetgevende functies gekozen: een keer in het Congres van Puebla, twee keer in de Kamer van Senatoren en zes keer in de Kamer van Afgevaardigden, zodat hij in totaal 33 jaar lang wetgevende functies heeft vervuld. De CTM was in die periode meer een instituut geworden waarmee de regering haar wil aan de vakbondsleden kon opleggen dan een instituut dat de rechten van de arbeiders verdedigde. Nadat Fidel Velázquez, die sinds mensenheugenis voorzitter was van de CTM in 1997 overleed volgde Chumacero hem op. Drie weken overleed hij zelf. Hij werd opgevolgd door Leonardo Rodríguez Alcaine.